# حكومة رجب طيب أردوغان الرابعة
حكومة رجب طيب أردوغان الرابعة (بالتركية: Dördüncü Erdoğan Hükümeti) هي الحكومة السادسة والستين في تركيا (بالتركية: 66. Türkiye Hükûmeti) بدأت أعمالها في 9 يوليو 2018 تحت رئاسة رئيس الجمهورية رجب طيب أردوغان الذي أصبح رئيس الدولة والحكومة في الوقت نفسه، بعد التعديلات الدستورية لسنة 2017 وانتقال تركيا من النظام الجمهوري البرلماني إلى النظام الجمهوري الرئاسي. تعد هذه الحكومة مرتبطة بالولاية السابعة والعشرين للجمعية الوطنية الكبرى التركية.

## قائمة الحكومة

### رئاسة الحكومة والوزراء
| الصورة                                 | الاسم             | المنصب                                  | الحزب                | بداية العهدة   |
| -------------------------------------- | ----------------- | --------------------------------------- | -------------------- | -------------- |
|                                        | رجب طيب أردوغان   | رئيس الجمهورية ورئيس مجلس الوزراء       | حزب العدالة والتنمية | 9 يوليو 2018   |
| الصورة                                 | الوزير            | المنصب                                  | الحزب                | بداية العهدة   |
| نائب رئيس الجمهورية ورئيس مجلس الوزراء |                   |                                         |                      |                |
|                                        | فؤاد أقطاي        | نائب رئيس الجمهورية والحكومة            | مستقل                | 10 يوليو 2018  |
| الوزراء                                |                   |                                         |                      |                |
|                                        | عبد الحميد جول    | وزير العدل                              | حزب العدالة والتنمية | 10 يوليوز 2018 |
|                                        | زهراء زمرد سلجوق  | وزيرة العمل والخدمات الاجتماعية والأسرة | مستقل                | 10 يوليو 2018  |
|                                        | مولود جاويش أوغلو | وزارة شؤون الخارجية                     | حزب العدالة والتنمية | 10 يوليو 2018  |
|                                        | سليمان صويلو      | وزير الداخلية                           | حزب العدالة والتنمية | 10 يوليو 2018  |
|                                        | بيرات البيرق      | وزير المالية والخزانة                   | حزب العدالة والتنمية | 10 يوليو 2018  |
|                                        | فاتح دونماز       | وزير الطاقة والموارد الطبيعية           | مستقل                | 10 يوليو 2018  |
|                                        | خلوصي آكار        | وزير الدفاع                             | مستقل                | 10 يوليو 2018  |
|                                        | بكر باك ديميرلي   | وزير الزراعة والغابات                   | مستقل                | 10 يوليو 2018  |
|                                        | ضياء سلجوق        | وزير التربية الوطنية                    | حزب العدالة والتنمية | 10 يوليو 2018  |
|                                        | فخر الدين قوجة    | وزير الصحة                              | مستقل                | 10 يوليو 2018  |
|                                        | روهصار بكجان      | وزيرة التجارة                           | مستقل                | 10 يوليو 2018  |
|                                        | محمد نوري آرصوي   | وزير الثقافة والسياحة                   | مستقل                | 10 يوليو 2018  |
|                                        | محمد قصاب أوغلو   | وزير الشباب والرياضة                    | مستقل                | 10 يوليو 2018  |
|                                        | مراد كوروم        | وزير العمران والبيئة                    | حزب العدالة والتنمية | 10 يوليو 2018  |
|                                        | مصطفى ورانك       | وزير الصناعة والتكنولوجيا               | مستقل                | 10 يوليو 2018  |
|                                        | جاهد طوران        | وزير النقل والبنية التحتية              | مستقل                | 10 يوليو 2018  |